# Арктический клуб Пири

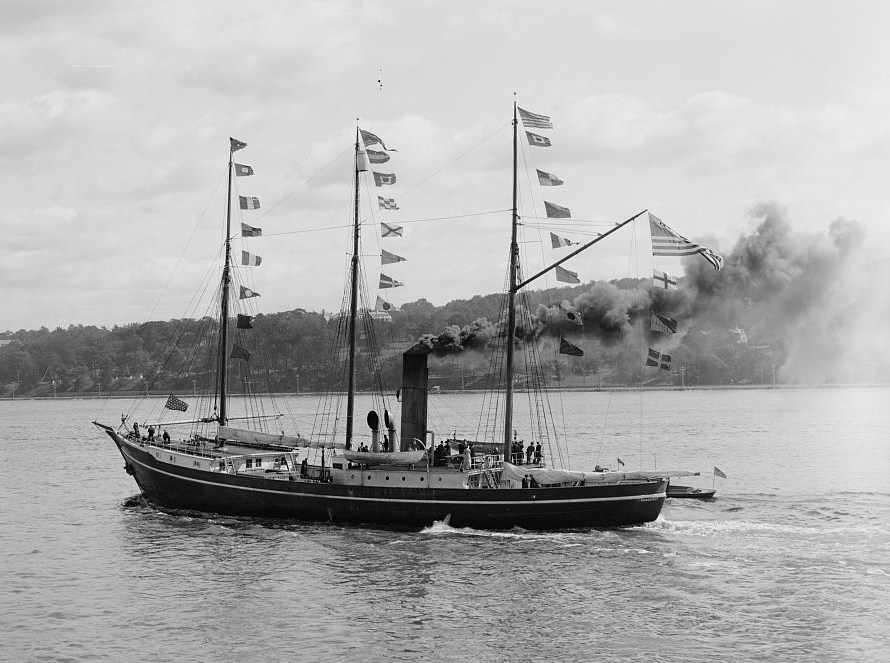
Рузвельт на параде Гудзона-Фултона в 1909 году.

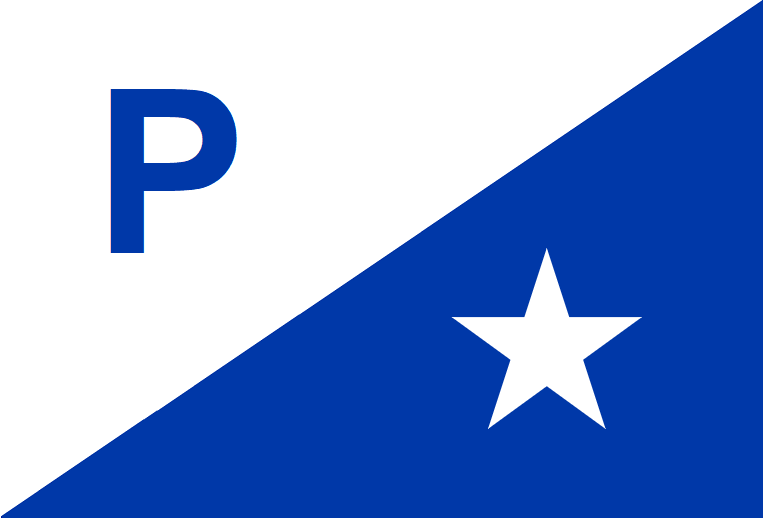
Пири флаг развевается на СС Рузвельт

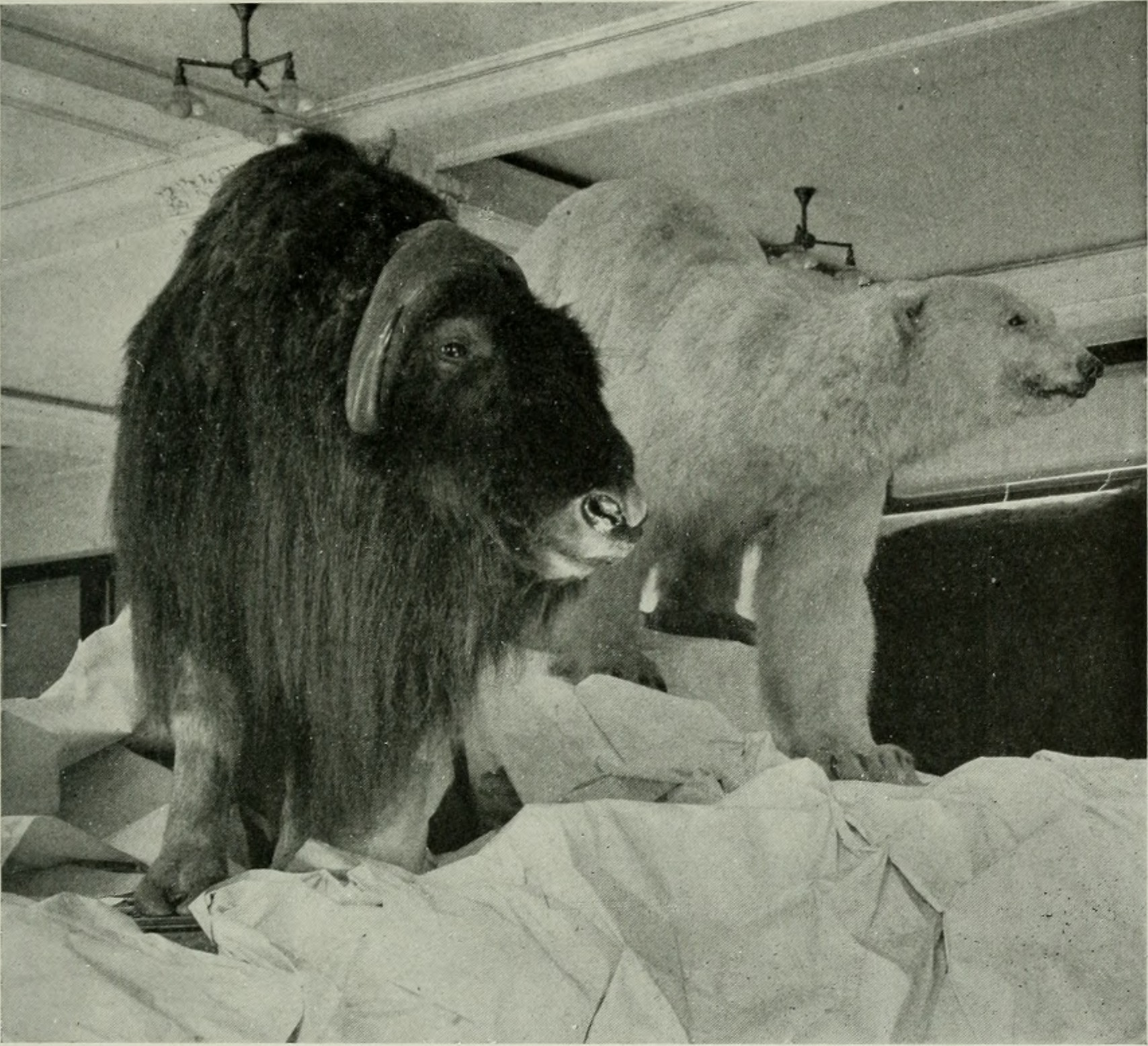
Экспонат Арктического клуба Пири, ок. 1918 г.

Peary Arctic Club был американским клубом, целью которого было продвижение арктических экспедиций Роберта Пири (1856–1920).
Эта ассоциация влиятельных лиц смогла преодолеть сопротивление военно-морского министерства США по поводу предоставления необходимого пятилетнего отпуска для арктической экспедиции Пири 1898 года.

## История
Арктический клуб Пири был основан в Нью-Йорке в 1898 году группой состоятельных жителей Нью-Йорка. Его участники были друзьями Роберта Пири, которые разделяли его стремление исследовать Арктику. Идея создания клуба была выдвинута Моррисом К. Джесупом весной 1897 года. Через год после основания Моррис Джесуп был избран первым президентом клуба. Генри В. Кэннон стал казначеем, Герберт Бриджмен - секретарём, а Фредерик Э. Хайд - вице-президентом. Судья Чарльз П. Дейли, президент Американского географического общества, был избран в исполнительный комитет клуба.
В 1904 клубу удалось собрать средства на покупку Пири корабля « Рузвельт» предназначенного для его экспедиций.Сбор средств клуба включал, кроме прочего, щедрые подарки в размере 50 000 долларов от Джорджа Крокера, младшего сына банкира Чарльза Крокера, и 25 000 долларов от самого Джесупа.
После смерти Морриса Джесупа в 1908 году президентом клуба был назначен Томас Хаббард, а  вице-президентом Зенас Крейн.Клуб прекратил своё существование после смерти Пири в 1920 году.

## Выдающиеся члены
- Герберт Л. Бриджмен
- Генри В. Кэннон
- Томас Хэмлин Хаббард
- E. К. Бенедикт
- E. W. Bliss
- Чарльз П. Дэйли
- Джеймс Дж. Хилл
- Генри Х. Бенедикт
- Фредерик Э. Хайд
- Джон М. Флаглер
- Х. Хайден Сэндс
- Джеймс М. Констебль
- Кларенс Ф. Вайкофф
- Эдвард Г. Вайкофф
- Генри Пэриш
- A. A. Raven
- Грант Б. Шлей
- Эбен Б. Томас

## Память
Ряд географических объектов в Гренландии и Канаде был назван в честь членов клуба, в том числе:
- Бенедикт Фьорд
- Cape Bridgman
- Cape Cannon
- Мыс Генри Пэриша
- Мыс Джеймса Хилла
- Мыс Джона Флаглера
- Мыс Морриса Джесупа, самая северная точка Гренландии.
- Мыс Томаса Хаббарда
- Мыс Вайкофф
- Констебл Бэй
- Daly Range
- Фредерик Э. Хайд-фьорд
- GB Schley Fjord
- Диапазон HH Бенедикт
- Мыс судьи Дэйли
- Ледник Морриса Джесупа
- Mount Henry Parish
- Mount Wyckoff
- Raven Glacier
- Sands Fjord
- Thomas Glacier
- Остров Вайкофф
- Wyckoff Land

## Внешнии ссылки
- Айсберг. Спасательная экспедиция Пири Арктического клуба 1901 года
- Открытие Северного полюса, Глава 28
- Журнал Мари Пири Стаффорд
- Отправление «Windward» - JSTOR
- Фотоальбом северной полярной экспедиции Peary Arctic Club в библиотеке Дартмутского колледжа